# بانک تایوان
بانک تایوان (انگلیسی: Bank of Taiwan) شرکت دولتی خدمات مالی و بانکداری تایوانی است، که در سال ۱۸۹۷ تأسیس شد و هم‌اکنون متعلق به گروه هلدینگ مالی تایوان می‌باشد.